# Überfall (Militär)
Unter einem Überfall im militärischen Sinn versteht man eine taktische Maßnahme zum überraschenden Angriff auf einen Gegner, der sich im Zustand der Ruhe befindet und dem man sich erst annähern muss. Er unterscheidet sich insofern vom Hinterhalt, bei dem der Angriff aus einer verborgenen Stellung heraus gegen einen sich bewegenden Gegner erfolgt. Für beide sind jedoch Schnelligkeit, Information und Geheimhaltung bzw. Täuschung wichtige Voraussetzungen. Durch das Überraschungsmoment ist der Überfallene unvorbereitet und zu einer geordneten Gegenwehr unfähig.
Beide Maßnahmen sind typische Merkmale des Kleinen Krieges, in dem sie vor allem von kleineren Truppenabteilungen angewandt werden. Bis zum Ersten Weltkrieg (1914–1918) wurden vor allem Kavallerie-Einheiten eingesetzt. Mit dieser Art der Kriegführung waren selten große taktische Erfolge zu erreichen, doch bei längerer Dauer konnten sie den Gegner schwächen. Nur bei wenigen Gelegenheiten überfielen größere Truppenabteilungen die Lager ganzer Armeen, so beispielsweise in der Schlacht bei Herbsthausen (1645), der Schlacht bei Hochkirch (1758), der Schlacht bei Trenton (1776), der Schlacht bei Chancellorsville (1863) und dem Gefecht bei Beaumont (1870). Gewöhnlich erfolgten Überfälle kurz vor Tagesanbruch, um das Überraschungsmoment zu wahren und trotzdem bald das Tageslicht nutzen zu können.
Eine gewisse Spezialisierung erfuhr der Begriff des Überfalls im „Festungskrieg“. Hier beschrieb er die gewaltsame Überrumpelung einer Festung oder eines Teils derselben.
Auch Angriffskriege gegen andere Staaten werden als „Überfall“ bezeichnet, so der Überfall auf Polen (1939, Zweiter Weltkrieg) und der Überfall auf die Ukraine (2022, Russisch-Ukrainischer Krieg).